# Papulă
Papula este o mică proeminență (ridicătură) circumscrisă, neindurată, pe suprafața pielii cu diametrul sub 1 cm (de obicei 1-5 mm), având un conținut solid. Papulele pot rămâne izolate sau confluează în plăci. Papulele sunt de obicei leziuni rezolutive și nu determină cicatrice reziduale.
După aspect papula poate fi rotundă, ovală, poligonală, ombilicată, acuminată (lichen plan), turtită, aplatizată (veruci plane), emisferică (lues), fațetată-lucioasă (lichen plan), ascuțită-acuminată (papule foliculare), conică în jurul unui orificiu pilo-sebaceu, (keratoza foliculară). 
După culoare papula poate fi roșie (eritemul polimorf, alergodermii), roșie-violacee (lichen plan), roșie-brună (sifilis).

#### Papule perlate peniene
Bubite mici la baza penisului, sunt papule sau proeminente mici, sub forma de dom de culoarea pielii la baza penisului și reprezinta leziuni superficiale localizate tipic pe șanțul coloanei glandului penial. Leziunile sunt aranjate sub forma de aglomerări circumferențiare.  Nu se transmit sexual și pacientul poate urma un tratament doar din perspective estetice.  